# Erichsonella floridana
Erichsonella floridana là một loài chân đều trong họ Idoteidae. Loài này được Richardson miêu tả khoa học năm 1901.